# Fortezza
Fortezza (en alemán Franzensfeste) es un municipio de 892 habitantes perteneciente a la Provincia Autónoma de Bolzano.
Composición lingüística de los habitantes de Fortezza/Franzensfeste:
- 57,8% de habla alemana
- 40,7% de habla italiana
- 1,5% de habla ladina

Fortezza forma parte de la Comunità Comprensoriale Wipptal.
El municipio debe su nombre a la fortaleza austrohúngara mandada construir por el Emperador Francisco I de Austria. El nombre alemán de Fortezza es Franzensfeste, que significa "La fortaleza de Francisco".
La fortaleza fue una base militar hasta mediados de los años 90, después fue abandonada. En la fortaleza se organizan exhibiciones y acontecimientos deportivos.
La fortaleza también fue la última localización conocida del oro sustraído por los nazis al Banco de Italia durante la Segunda Guerra Mundial. De la mayor parte de las 127 toneladas robadas se ha perdido el rastro.
Fortezza es un importante nudo ferroviario, puesto que de aquí parte la línea férrea por el Val Pusteria.
Hasta la mitad de los años 90, Fortezza fue un importante centro aduanero, pero actualmente ha perdido mucha de la importancia que tuvo antaño a causa de la apertura de fronteras, desde la entrada de Austria en la UE.
Fortezza debería convertirse en la salida sur del Túnel del Brennero (túnel ferroviario que conectará Innsbruck con esta localidad, actualmente en construcción).

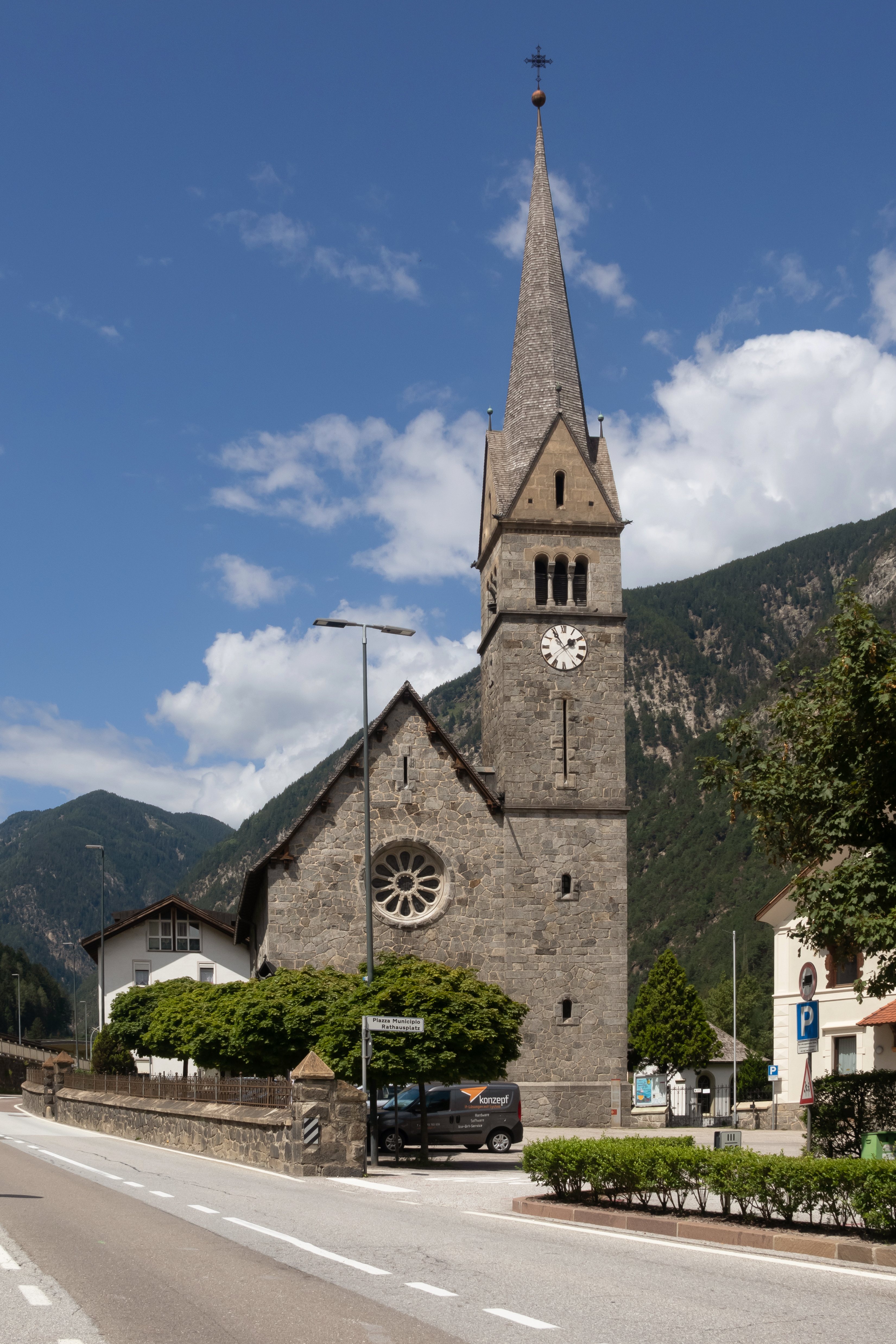
Fortezza, la iglesia: Pfarrkirche zum Heiligsten Herzen Jesu
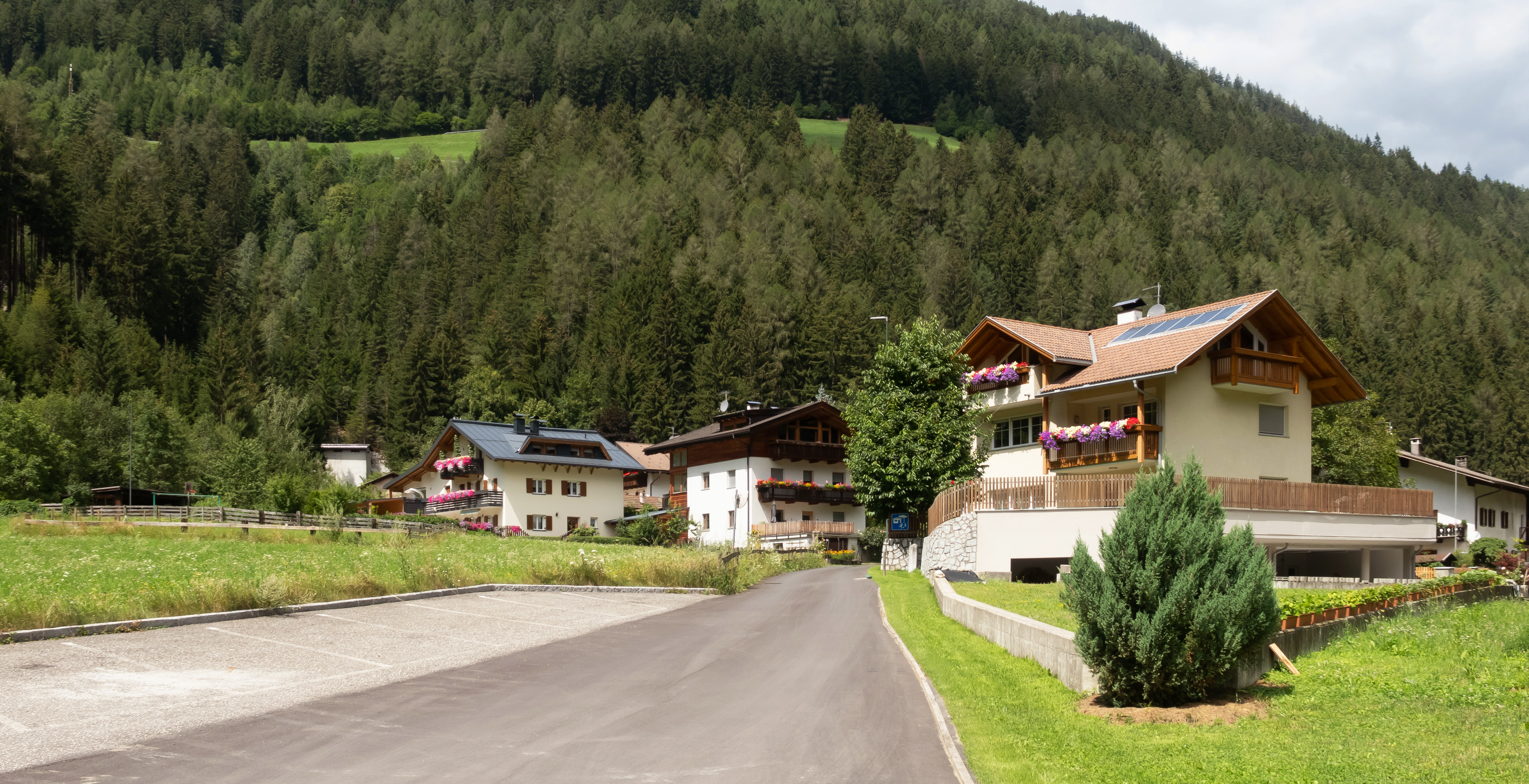
Le Cave, vista de la calle
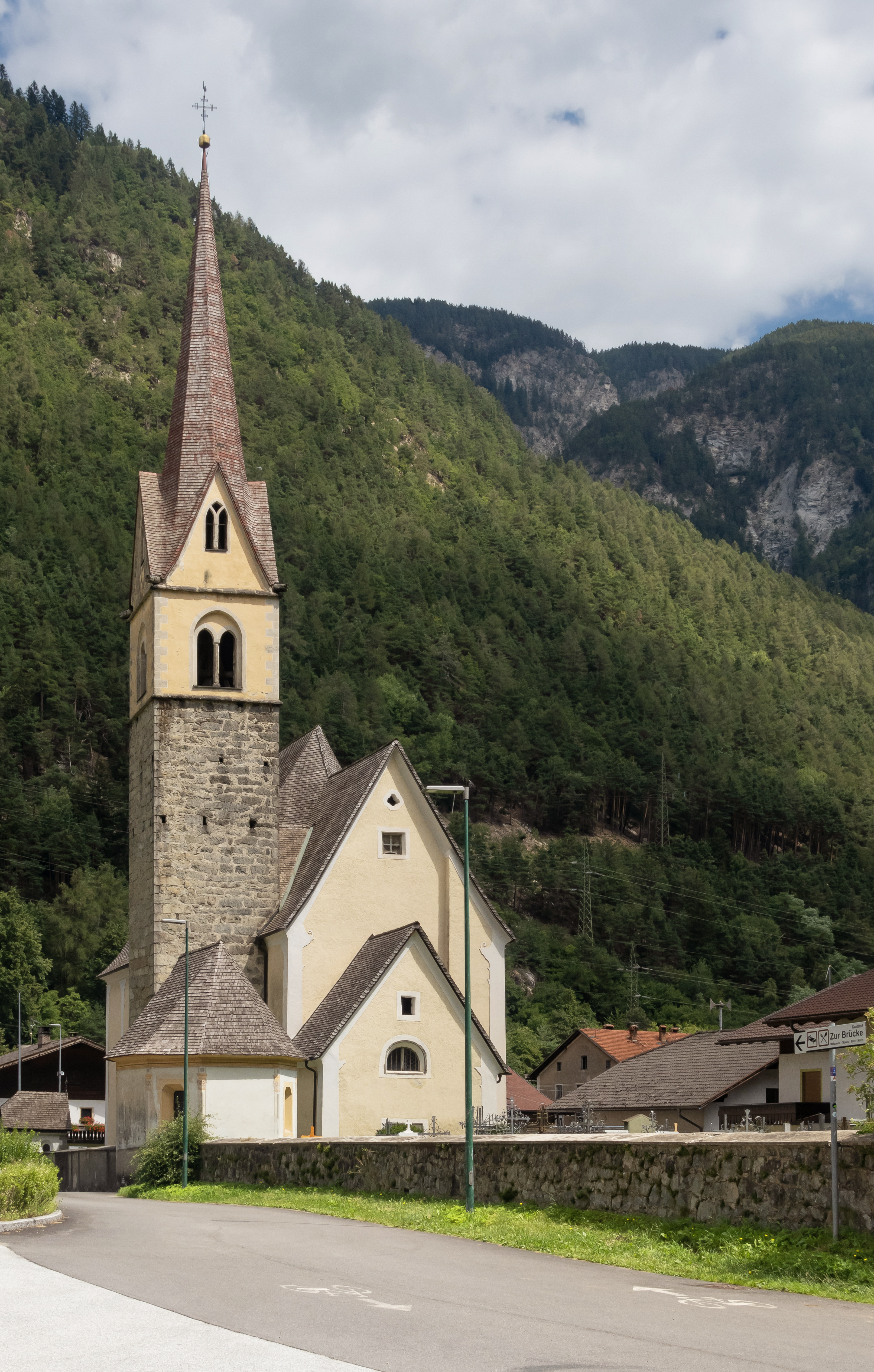
Mezzaselva, la iglesia: Pfarrkriche Sankt Martin

## Evolución demográfica
| Gráfica de evolución demográfica de Fortezza entre 1921 y 2001               |
|                                                                              |
| Fuente: Istituto Nazionale di Statistica - Elaboración gráfica por Wikipedia |